# Trentepohlia albilatissima
Trentepohlia albilatissima är en tvåvingeart som beskrevs av Alexander 1920. Trentepohlia albilatissima ingår i släktet Trentepohlia och familjen småharkrankar.
Artens utbredningsområde är Ghana. Inga underarter finns listade i Catalogue of Life.